# Línea 100 (Maldonado)
La línea 100 es una línea de transporte urbano de Maldonado, uniendo precisamente su Terminal con la ciudad de Piriápolis.

## Características
Esta línea es atendida por las empresas Guscapar y Micro Ltda con 1 unidad de ómnibus cada uno, pero contando con 8 salidas en total, lo cual representa una frecuencia aproximada de 1 hora en la mañana y 2 horas en la tarde. En los días domingos y festivos, esta línea no brinda servicio.

## Paradas

### IDA
- Terminal Maldonado
- Parada 23 Avda. Roosevelt / Zelmar Michelini
- Parada 24 Avda. Roosevelt / Haití
- Cuba
- Jamaica
- Ecuador
- Parada 25 Mansa / Francisco De Los Santos
- Parada 26 Mansa / Sirio
- Parada 27 Mansa / Cruz Del Sur
- Parada 28 Mansa / Del Faro
- Parada 29 Mansa
- Parada 30 Mansa / Canopus
- Parada 31 Mansa / Del Molino
- Parada 32 Mansa / Águila
- Parada 33 Mansa / Osa Menor
- Parada 34 Mansa
- Parada 35 Mansa / Ballena
- Parada 36 Mansa / Sagitario
- Parada 37 Mansa
- Parada 38 Mansa / Capricornio
- Parada 39 Mansa
- Parada 40 Mansa
- Parada 41 Mansa
- Parada 42 Mansa
- Parada 43 Mansa
- Parada 44 Mansa / Maldonado
- Parada 45 Mansa
- Parada 46 Mansa
- Las Grutas
- Lomo De La Ballena
- Policía Solanas
- Solanas
- Ancap Ruta 12
- Ruta Interbalnearia
- Km 117 Ruta Interbalnearia
- Laguna Del Sauce
- Tío Tom
- Villa Militar
- Batallón De Ingenieros Nº 4
- Aeropuerto Laguna Del Sauce
- Km 112,5 Ruta Interbalnearia
- Km 112 Ruta Interbalnearia
- Km 111 Ruta Interbalnearia
- El Pejerrey
- La Capuera
- Km 109 Ruta Interbalnearia
- Km 108,5 Ruta Interbalnearia
- Km 108 Ruta Interbalnearia
- Km 107 Ruta Interbalnearia
- Km 105 Ruta Interbalnearia
- La Bendición
- Camino De Los Arrayanes
- Utu Arrayanes
- Vivero
- Ruta 73
- Km 3,5 Camino De Los Arrayanes
- Km 2,5 Camino De Los Arrayanes
- Km 1 Camino De Los Arrayanes
- Parque El Toro
- Uruguay
- Buenos Aires
- Gregorio Sanabria

### VUELTA
- Terminal Piriápolis
- Gregorio Sanabria
- Ayacucho
- Avda. 25 De Mayo
- Cancha Tabaré
- Km 2,5 Camino De Los Arrayanes
- Km 6 Camino De Los Arrayanes
- Utu Arrayanes
- Km 102 Ruta Interbalnearia
- Km 105 Ruta Interbalnearia / Escuela 44 Piriápolis
- Ruta Interbalnearia
- Km 107 Ruta Interbalnearia
- Km 108 Ruta Interbalnearia
- Km 109 Ruta Interbalnearia
- Sauce De Portezuelo
- La Capuera
- Km 111 Ruta Interbalnearia
- Km 112,5 Ruta Interbalnearia
- Aeropuerto Laguna Del Sauce
- Km 114,5 Ruta Interbalnearia
- Km 116 Ruta Interbalnearia
- Km 116,5 Ruta Interbalnearia
- Km 117,5 Ruta Interbalnearia
- Km 118 Ruta Interbalnearia
- Portezuelo
- Km 119 Ruta Interbalnearia
- Punta Ballena
- Las Grutas
- Parada 46 Mansa
- Parada 44 Mansa
- Parada 41 Mansa
- Parada 39 Mansa
- Parada 38 Mansa
- Parada 37 Mansa
- Parada 36 Mansa
- Parada 35 Mansa
- Parada 34 Mansa
- Parada 33 Mansa
- Parada 32 Mansa
- Parada 31 Mansa
- Parada 30 Mansa
- Parada 29 Mansa
- Parada 28 Mansa
- Parada 27 Mansa
- Parada 26 Mansa
- Parada 25 Mansa
- Ecuador
- Jamaica
- Cuba
- Parada 24 Avda. Roosevelt / Haití
- Sanatorio Mautone